# ロガーシュカ・スラティナ
ロガーシュカ・スラティナ（Rogaška Slatina, ドイツ語: Rohitsch-Sauerbrunn）は、スロベニアの市（自治体）である。ミネラルウォーター、スパー、クリスタルガラスで有名である。
その中心に位置する町は人口約5,000人の同名の町である。クロアチアのザゴリェ（クロアチア語: Zagorje）とスロベニアのツェリェ（スロベニア語: Celje）を結ぶ道路とグロベルノ・ロガテツ線（スロベニア語: železniška proga Grobelno - Rogatec d.m.）が通る。
町の名前はミネラル・ウォーターが由来となっている。その成分は16世紀に初めて記録されたが、17世紀にペーター・ズリンスキがその水を飲んだことで、病気が治ったとされ、その水は有名になった。スパの建物と公園は古典的な様式で作られた。ロガーシュカ・スラティナの教会は1864年から1866年にかけて新ロマネスク様式で建築され、壁にはペテル・マルコビッチによってフレスコ画が描かれた。